# Pier Ferdinando Casini

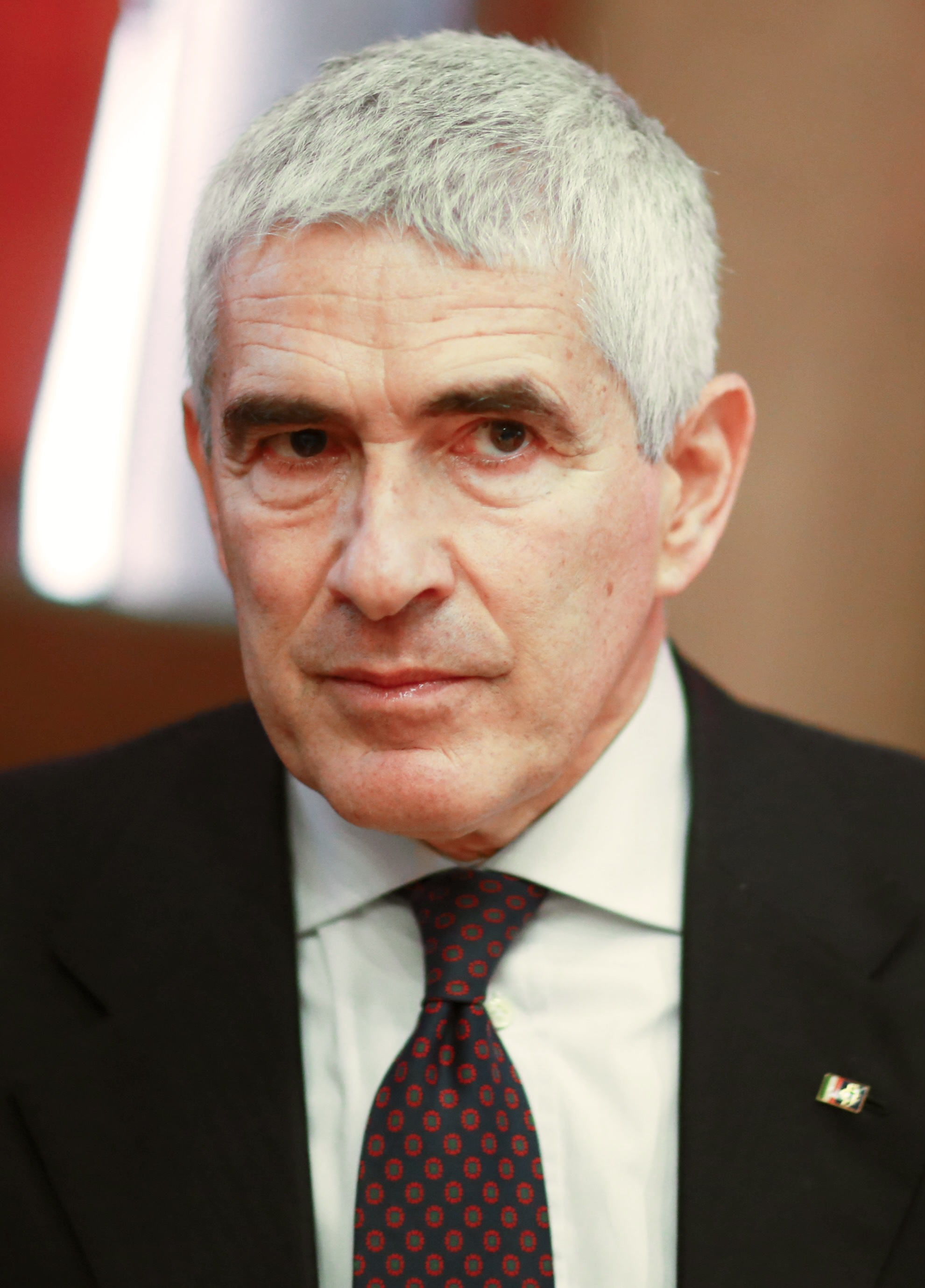
Pier Ferdinando Casini

Pier Ferdinando Casini (Bologna, 3 december 1955) is een Italiaans christendemocratisch politicus. Hij was president van het Huis van Afgevaardigden. Momenteel is hij de partijleider van de UDC. Tevens is hij voorzitter van de Interparlementaire Unie en de Christendemocratische Internationale.

## Politieke carrière
In 1979 studeerde Casini af in de rechtsgeleerdheid en begon hij zijn carrière als bedrijfsmanager. Zijn politieke carrière begon in 1980 toen hij werd gekozen als gemeenteraadslid in Bologna voor de Democrazia Cristiana (DC). Hij bleef gemeenteraadslid tot aan de verkiezingen van 1983, toen hij werd gekozen als lid in het Huis van Afgevaardigden. De eerste jaren was hij voorzitter van de jongerenafdeling van de DC. In 1987 werd hij in het nationaal directoraat van de DC gekozen.
In 1993 begon voor de DC een periode van vernieuwing onder leiding van Mino Martinazzoli, ten gevolge van Operatie Schone Handen, een grootscheeps onderzoek naar corruptieschandalen in de politiek. Net als Clemente Mastella, volgde Casini niet de koers van de partij maar gaf hij de voorkeur aan een alliantie met de Lega Nord, de neo-fascistische MSI en Forza Italia, de partij van Silvio Berlusconi. Mastella en Casini richtten samen op 23 januari 1994 de Centro Cristiano Democratico (CCD) op. Een van de redenen hiervoor was de vrees dat de DC steeds meer zou gaan samenwerken met de voormalige communistische partij PDS onder leiding van Achille Occhetto. Casini werd gekozen tot nationaal secretaris van de CCD. In deze functie zorgde hij ervoor dat de partij zich aansloot bij Berlusconi’s centrumrechtse Huis van de Vrijheden.
Casini werd in 1994 voor het eerst gekozen voor het Europees Parlement. In de daaropvolgende regeerperiode van 1999 werd hij herkozen en voegde hij zich bij de EVP-ED (Europese Volkspartij en Europese Democraten).
Op nationaal niveau steunde Casini de regering-Berlusconi (1994-1995) en later trok hij de steun voor de daaropvolgende regering-Dini in. Doordat ook de steun van centrumlinks werd ingetrokken was Lamberto Dini gedwongen om in 1996 zijn ontslag in te dienen. Bij de landelijke verkiezingen van 1996 presenteerde de CCD een kieslijst samen met de Cristiani Democratici Uniti (CDU) onder leiding van Rocco Buttiglione. De alliantie Huis van de Vrijheden verloor deze verkiezingen en Casini trad in de oppositie tegen de Olijfboomcoalitie. Dit was ook de periode waarin een breuk optrad tussen hem en Clemente Mastella die de partij verliet en zich voegde bij de centrumlinkse alliantie L'Unione (De Unie) onder leiding van Romano Prodi.
Op 31 mei 2001 won de rechtse coalitie onder leiding van Berlusconi wel de verkiezingen en Casini werd gekozen tot voorzitter van het Huis van Afgevaardigden.
Tijdens Casini’s  voorzitterschap ontving hij een brief van een voormalig consulent van het Ministerie van Arbeid, Marco Biagi. Biagi vroeg in deze brief om bescherming. Zijn leven was namelijk in gevaar vanwege de wet-Biagi. Deze wet van 14 februari 2003 ging uit van een hervorming van de arbeidsmarkt en werkgelegenheid. Naast de brief aan Casini schreef Biagi nog vier andere brieven aan andere politici.  Er kon geen overeenstemming worden bereikt over zijn bescherming en op 19 maart 2002 werd Biagi vermoord door de Nieuwe Rode Brigades. De daders verklaarden dat Biagi een doelwit was, deels omdat hij weinig bescherming genoot.
In 2002 besloten de twee christendemocratische partijen CCD en CDU om zich samen met de Democrazia Europea (DE) op te laten gaan in een nieuwe partij, de Unione dei Democratici Cristiani e di Centro (UDC). Deze partij werd formeel opgericht op 6 december 2002.
Op 19 oktober 2005 werd Casini gekozen tot voorzitter van de Interparlementaire Unie. 
Op 28 januari 2006 volgde hij José Maria Aznar op als voorzitter van de Christendemocratische Internationale.
Tijdens de verkiezingscampagne voor de verkiezingen van 2006 hoopte Casini dat, in het geval hij samen met Gianfranco Fini van de Alleanza Nazionale meer stemmen zou krijgen dan Berlusconi, hij het premierschap binnen kon halen. De UDC besluit om de achternaam Casini af te beelden op het nieuwe partijsymbool. Uiteindelijk werd het toch Silvio Berlusconi die werd aangewezen als leider van de coalitie. De UDC behaalde bij deze verkiezingen 6,7 procent van de stemmen.
Tijdens het Derde partijcongres van de UDC, van 13 tot en met 15 april 2007, vroeg Casini expliciet aan de gedelegeerden om de koers van de partij, zoals die de laatste jaren werd gevoerd, te blijven volgen en te versterken. Deze koers, onder leiding van Casini en Lorenzo Cesa (de partijsecretaris), was onafhankelijk van het Huis van de Vrijheden en nam autonome initiatieven als oppositiepartij tegen centrumlinks. Zo zette de partij zich af tegen het verzoek van Carlo Giovanardi om het dialoog met het Huis van de Vrijheden weer aan te gaan. 
Om de positie van zijn partij te versterken probeerde Casini bondgenoten te zoeken bij de DcA, de Rifondazione Democristiana en de Popolari-UDEUR van Clemente Mastella.
In augustus 2007 raakte Casini betrokken bij een onderzoek van het weekblad L'Espresso, waarin werd aangetoond hoe hij samen met zijn ex-vrouw een compleet flatgebouw in een prestigieuze wijk van Rome had gekocht. Deze appartementen had hij gekocht tegen ‘weggooi-prijzen’ en ze stonden op de namen van zijn ex-vrouw, ex-schoonmoeder en zijn eerste twee kinderen. 
Op zaterdag 8 september 2007 vond in Bologna de Vaffanculo Day plaats. De daaropvolgende dag sprak Casini zich uit tegen de manifestatie en noemde deze ‘beschamend’. Volgens hem hadden de manifesteerders de nagedachtenis van Marco Biagi bezoedeld.

## Parlementsverkiezingen 2008
In de aanloop naar de Italiaanse verkiezingen van 2008 heeft Casini definitief gebroken met Berlusconi en zijn nieuwe alliantie Volk van de Vrijheid, na vele jaren van moeizame samenwerking. Hij heeft besloten om zelfstandig deel te nemen aan de parlementsverkiezingen. Berlusconi had veel pogingen gedaan om Casini aan boord te houden. Over de breuk met Berlusconi verklaarde Casini: “Na 14 jaar van samenwerking zeg ik tegen mijn vriend Silvio: niet alles is te koop in Italië”.  Casini bestempelt het Volk van de Vrijheid als ‘populistisch en demagogisch’. Ook verklaarde hij dat het Volk van de Vrijheid ‘een ark van Noach is die wel merknamen kan kopen, maar geen mensen of ideeën’. Casini’s UDC heeft besloten om voor de aankomende verkiezingen samen te werken met de Rosa Bianca (Witte Roos) onder leiding van Savino Pezzotta.
Volgens analytici betekent de breuk tussen de UDC en het Volk van de Vrijheid dat er geen overduidelijke winnaar naar voren zal komen bij de verkiezingen op 13 en 14 april 2008. Ook verklaren de analytici dat zo’n resultaat alleen maar zal leiden tot verdere politieke verwarring ‘in één van Europa’s grootste economieën, in een periode waarin sterk leiderschap het meest belangrijk is’. 
De 5 belangrijkste uitgangspunten waarmee Casini de verkiezingen hoopt te winnen zijn:
1. De familie als middelpunt.
2. Merites gaan boven alles.
3. Bescherming van het leven.
4. Meer veiligheid.
5. Energieonafhankelijk zijn.

## Privé
Pier Ferdinando Casini heeft twee dochters uit zijn eerste huwelijk, met Roberta Lubich: Maria Carolina en Benedetta. Na de scheiding kreeg Casini een relatie met Azzurra Caltagirone, de dochter van een bekende ondernemer uit Rome, Francesco Gaetano Caltagirone. Deze relatie leidde tot kritiek van zowel binnen als buiten zijn partij. Het feit dat Casini samenwoonde en niet getrouwd was zou niet in overeenstemming zijn met de katholieke geest van de partij. Bovendien had Casini zich zelf altijd fel uitgesproken tegen juridische gelijkstelling van samenwonende stellen aan gehuwde koppels. Dit zou volgens hem namelijk ingaan tegen het instituut van de familie. Casini verdedigde zijn gedrag door te verklaren dat hij wel open staat voor samenwonende stellen maar dat hij slechts tegen de juridische gelijkstelling is. Uit zijn relatie met Azzurra Caltagirone is in juli 2004 een dochter geboren, Caterina.  Op 27 oktober 2007 zijn Casini en Caltagirone getrouwd en een vierde kind is op komst.